# Пуцький повіт
Пуцький повіт (пол. powiat pucki) — один з 16 земських повітів Поморського воєводства Польщі.
Утворений 1 січня 1999 року в результаті адміністративної реформи.

## Загальні дані
Повіт знаходиться у північній частині воєводства.
Адміністративний центр — місто Пуцьк.
Станом на 1.01.2008 населення становить 75 693 осіб, площа 577,49 км².

## Демографія
Демографічні дані повіту станом на 30.06.2007:
|       | Всього | Всього | Жінки  | Жінки | Чоловіки | Чоловіки |
| ----- | ------ | ------ | ------ | ----- | -------- | -------- |
|       | осіб   | %      | осіб   | %     | осіб     | %        |
| Повіт | 75 204 | 100    | 37 899 | 50,4  | 37 305   | 49,6     |
| Міста | 34 188 | 100    | 17 510 | 51,2  | 16 678   | 48,8     |
| Села  | 41 016 | 100    | 20 389 | 49,7  | 20 627   | 50,3     |